# Office of Intelligence and Analysis (US-Ministerium für Innere Sicherheit)
Das Office of Intelligence and Analysis (I&A) ist der Nachrichtendienst des Ministeriums für Innere Sicherheit. Geführt wird das I&A vom Under Secretary for Intelligence and Analysis. Es ist nicht zu verwechseln mit dem gleichnamigen Office of Intelligence and Analysis des US-Finanzministeriums.

## Auftrag und Organisation
Der Auftrag ist die Zusammenführung und Auswertung aller nachrichtendienstlich relevanten Informationen aus den unterstellten Behörden des Ministeriums. Das sind:
- United States Citizenship and Immigration Services
- United States Customs and Border Protection
- Cybersecurity and Infrastructure Security Agency
- United States Coast Guard
- Federal Emergency Management Agency
- United States Secret Service
- United States Immigration and Customs Enforcement
- Transportation Security Administration
- Federal Law Enforcement Training Center

Die Behörde ist Teil der Intelligence Community und vertritt dort neben der Coast Guard Intelligence das Ministerium für Innere Sicherheit.